# Hejo, spann den Wagen an
Hejo, spann den Wagen an ist ein Kanon, dessen Melodie seit Ende des 16. Jahrhunderts in England überliefert ist. Mit seinem deutschen Liedtext ist er als Volks- und Kinderlied verbreitet, daneben wird er noch in verschiedenen anderen Sprachen gesungen. Das Lied gehört zum Repertoire zahlreicher Interpreten. Mit dem Text Wehrt euch, leistet Widerstand dient die Melodie Protestierenden seit den 1970er Jahren als politisches Lied. Das melancholisch anmutende Volkslied ist ein klassisches Erntelied und wird oft zu den Jahreszeitenliedern gezählt. Die Ursprünge der Melodie liegen im Dunkeln. Aufgrund des originalen englischen Textes wird die Herkunft in englischen Heischebräuchen vermutet, bei denen Sängergruppen von Haus zu Haus ziehen, um milde Gaben zu erbitten. Die schriftliche Überlieferung des Kanons setzte im 16. Jahrhundert ein.

## Herkunft
Die Ursprünge der Melodie liegen im Dunkeln. Aufgrund des originalen englischen Textes wird die Herkunft in den englischen Bräuchen des Wassailing oder Caroling vermutet, Heischebräuchen ähnlich den Sternsingern, bei denen Sängergruppen von Haus zu Haus ziehen, um milde Gaben zu erbitten.
Die schriftliche Überlieferung des Kanons setzte im 16. Jahrhundert ein. Er findet sich auf der auf 1580 datierten handschriftlichen Pergamentrolle eines Thomas Lant, die in der Rowe Music Library (Teil der King’s College Library in Cambridge) aufbewahrt wird.
In dem satirischen Drama The Knight of the Burning Pestle von Francis Beaumont und John Fletcher, das 1607 aufgeführt wurde, aber erst 1613 im Druck erschien, ist der Kanon im vierten Akt Teil der Bühnenhandlung.
Im Jahr 1609 veröffentlichte Thomas Ravenscroft, englischer Sänger, Musiktheoretiker und Komponist der Renaissance, eine Sammlung mit dem Titel Pammelia, die überwiegend nicht aus Eigenkompositionen Ravencrofts, sondern aus älteren englischen Tavernenliedern, Liedern aus Theatervorstellungen, Straßenverkäuferrufen und Kanons besteht und die Noten des Kanons Hey Ho, Nobody Home erstmals in gedruckter Form enthält. Der Kanon erscheint hier fünfstimmig („Canon in the vnison. 5 Voc.“) und in Moll.
1644 gab Dirck Janszoon Sweelinck beim Musikverleger Joost Jansen in Amsterdam einen erweiterten Nachdruck des ursprünglich 1560 bei Pierre Phalèse in Löwen erschienenen Livre septieme heraus. Dieser Druck enthielt erstmals eine niederländische Fassung unter dem Titel Hola, niemant in huis. Der Liedforscher Otto Holzapfel missverstand diese Fassung als Vorlage für das englische Lied, die jedoch in keiner der Ausgaben vor 1644 enthalten ist. Im Gegensatz zur englischen Vorlage erscheint der niederländische Kanon dreistimmig und in Dur.
Es gibt mindestens eine weitere Traditionslinie mit einer Melodie, die so ähnlich ist, dass sie zusammen mit „Hey ho, nobody home“ als Kanon gesungen werden kann. Der Catch „Nose, nose, nose, nose“ wurde zuerst in den 1760er Jahren in Charles Lampes Sammlung The Catch Club or Merry Companions gedruckt (siehe zum Londoner Catch Club Catch (Musik)#Geschichte des Catch). Es handelte sich um ein Lied über die physiologischen Folgen des Alkoholkonsums, nämlich die rote Schnapsnase. Wie die Folkloristin Jennifer Lynne Michael angab, wurde der Text in einem Prozess der Säuberung von anstößigen Inhalten (Bowdlerization) im 20. Jahrhundert in unverfängliche Formen gebracht, die sich zuerst auf eine rote Rose und dann auf den Frauennamen „Rose“ bezogen. Dabei verschwand letztlich auch das Adjektiv „rot“ (red) und wurde durch „verheiratet“ (wed) ersetzt, eine Fassung, die schließlich als die übliche Form des Traditionals empfunden wurde.
Der mündlich überlieferte deutsche Text wird gelegentlich auf das 19. Jahrhundert datiert, ohne dass dies durch Quellen belegt wäre. In deutschen Liederbüchern wie Lieder der Arbeitsmaiden und Lieder für Frauengruppen erschien das Lied zum ersten Mal 1938. Unter dem Liedtitel sendete der Rundfunk aus Leipzig 1938 mehrmals einen Beitrag mit dem Untertitel Bei den Arbeitsmaiden in Wulferstedt.  Seit 1939 wurde das Lied häufig in Gebrauchsliederbüchern abgedruckt. Das blieb auch nach 1945 so, der Kanon findet sich etwa seit 2001 auch in dem Fahrten-Liederbuch Die Mundorgel. Der Dichter des Liedtextes ist nicht bekannt.

## Inhalt

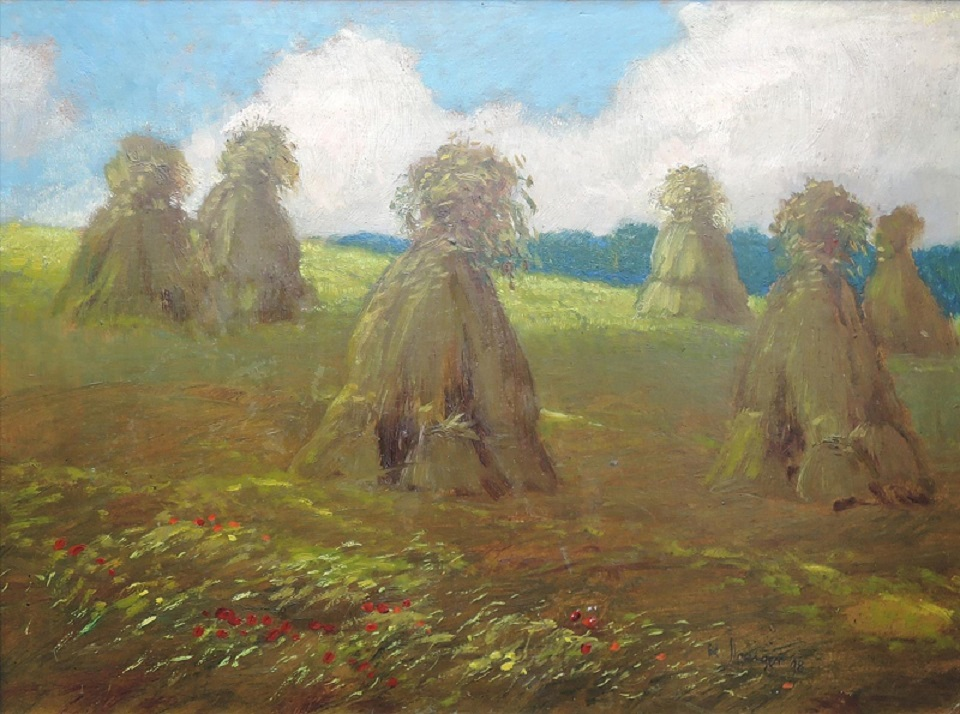
Feld mit aufgestellten Garben und heranziehenden Wolken. Gemälde von Karel Langer, 1898

### In deutscher Sprache
Das melancholisch anmutende Volkslied ist ein klassisches Erntelied und wird oft zu den Jahreszeitenliedern gezählt. Es berichtet allerdings nicht von der Ernte des Getreides selbst, sondern von dem nächsten Schritt. Das Lied spielt in einer Zeit, in der das frisch gemähte Getreide noch zum Trocknen in Garben, also in große Büschel, gebunden wurde. Eile scheint geboten, die fertig gebundenen goldenen Garben noch rechtzeitig vor dem herannahenden Regen mit dem Pferdewagen trocken und sicher in die Scheune zu bringen.
Liedtext und Abwandlungen:
Hejo, spann[t] den Wagen an,

Denn [oder Sieh,] der Wind treibt Regen übers Land!

Hol[t] die goldnen Garben,

Hol[t] die goldnen Garben.
Das Stück wurde insbesondere auf Grund seiner einfachen und leicht zu singenden Melodie als Kinderlied in vielen Ländern populär, mit inhaltlich jeweils abweichenden Liedtexten. In einer von dem Musikwissenschaftler Gottfried Küntzel zwischen 1980 und 1993 systematisch durchgeführten Befragung von Studentinnen und Studenten der Universität Lüneburg im Erst- und Zweitsemester benannten die Probanden als den Ort der positiven Erstbegegnung mit dem Lied am häufigsten die Schule ab 5. Schuljahr. Heute wird es häufig als Kanon in den Grundschulklassen gesungen, idealerweise mit bis zu drei Stimmen, aber auch mit bis zu sechs Stimmen bzw. Gruppen. Jeweils nach der ersten Zeile Hejo, spann den Wagen an setzt eine neue Stimme zum Singen an; dabei bleiben Melodie und Tonart in jeder Strophe gleich, was das Lied am Ende mit der letzten Stimme melodisch ausklingen lässt.
Versionen des Liedes Hejo, spann den Wagen an gehörten zum Repertoire u. a. folgender Interpreten verschiedener Genres:
- Heino, 1970[29]
- Maria und Margot Hellwig, 1978[30]
- Nena, 1990[31]
- Reinhard Horn, Rita Mölders, Dorothe Schröder, 1999[32]
- Dieter Falk, 2007[33]
- Ellen Klinghammer, 2007[34]
- Peter Schindler, 2009[35]
- Quadro Nuevo, 2011[36]
- Simone Sommerland, Karsten Glück und die Kita-Frösche, 2015[37]
- Space Dynamix, 2016[38]
- Kati Breuer, 2016[39]
- Dago Schelin & Band, 2016[40]
- In Aeterno, 2017[41]
- Ulrich Steier, 2018[42]
- Chima, 2019[43]
- Kiki Rockwell, 2023[44]

Die Dramatikerin Theresia Walser bediente sich des Liedes in ihrer Groteske Der Turm zu Basel, die am 15. September 2016 im Theater Basel uraufgeführt wurde.
Philipp Thimm verwendete 2024 eine Variation des Liedes in der Filmmusik der Tatort-Episode Pyramide.
Eine Parodie mit neuem Text findet sich 1954 im fünften Teil von Der Turm, einer großen Sammlung von Liedern der Jugendbewegung. Dort lauten die Worte, die „aus den Jugendgruppen“ stammen sollen:
Blut, Blut, Räuber saufen Blut,

Mord und Brand und Pulverdampf sind gut.

Hoch vom Galgen wimmerts,

hoch vom Galgen wimmerts.
In mehreren Auflagen von Claus Silvester Dörners Buch Freude, Zucht, Glaube. Handbuch für die kulturelle Arbeit im Lager aus den Jahren 1937 bis 1943, herausgegeben vom Kulturamt der Reichsjugendführung, wird neben politischer Erziehung, Hitlerzitaten, Anleitungen zum Lagerbau unter anderem in der Rubrik „Der lustige Lagernachmittag“ eine Scharade mit dem Titel „Raubritter“ vorgeschlagen, in deren Verlauf das Lied mit dem Text „Blut, Blut, Räuber saufen Blut, Mord und Raub und Pulverdampf sind gut“ zur Melodie von „He, ho, laßt uns doch herein“ [sic] gesungen werden sollte.
Die deutsche Folk-Metal-Band Subway to Sally ließ 1996 ein junges Mädchen eine Variation des Räuber-saufen-Blut-Liedtextes im Intro, im Mittelteil und im Outro ihres Stückes Julia und die Räuber einsprechen.

### Als Protestlied
Als typisches politisches Lied der deutschen Anti-Atom-Bewegung gelten die auch als „Brokdorf-Kanon“ bezeichneten Zeilen: „Wehrt euch, leistet Widerstand, gegen das Atomkraftwerk (Atomprogramm) im Land! Schließt euch fest zusammen, schließt euch fest zusammen!“, die nach der Melodie von Hejo, spann den Wagen an erstmals am 30. Oktober 1976 bei der ersten Demonstration gegen das Kernkraftwerk Brokdorf gesungen wurden und auch die österreichische Bewegung erreichten. „Damit kommt ihr hier nicht durch! / Schaltet erst die Kernkraftwerke ab. / Uns gehört die Straße, uns gehört die Straße“ stammt von der X-tausendmal-quer-Blockade im November 2010, in Dannenberg und Gorleben wurde im Herbst dieses Jahres die Alternativversion „He jo, jetzt ist aber Schluss / weil es endlich anders werden muss. / Den Atomkraftausstieg musst du selber machen!“ gesungen. Bei den Protesten in Wyhl und Gorleben (1979, 1996) wie auch gegen das Kernkraftwerk Fessenheim in Neuenburg am Rhein im März 2011 fanden abgeänderte Texte Anwendung, so z. B.: „Hejo, leistet Widerstand / gegen diesen Wahnsinn hier im Land! / Los, geht auf die Straßen / Los, geht auf die Straßen!“
Auch bei anderen Protesten in Deutschland wurde das Lied je nach Thematik variiert; so sangen zum Beispiel:
- Demonstranten gegen den Bau der Frankfurter Startbahn West um 1980 „keine Startbahn West in unserm Land“,[58]
- Protestierende gegen die Stationierung von US-amerikanischen Pershing-II-Atomraketen auf der Mutlanger Heide bei Schwäbisch Gmünd Anfang der 1980er-Jahre „gegen die Raketen hier im Land“,[59]
- Teilnehmer des Protestes gegen Stuttgart 21 im Jahr 2010 „gegen das Milliardengrab im Land“,[60]
- Anhänger der Bewegung Fridays for Future 2019 bei verschiedenen Aktionen „gegen die Braunkohle hier im Land“,[61]
- Aktivisten von Extinction Rebellion bei der Blockade einer Kreuzung in Hamburg-Harburg im August 2019 „gegen die Zerstörung hier im Land“,[62]
- „Querdenker“ 2020/21 bei Protesten gegen Schutzmaßnahmen zur COVID-19-Pandemie „gegen die Corona-Diktatur im Land“,[63]
- Teilnehmer der bundesweiten Demonstrationen, die sich 2024 nach dem Treffen von Rechtsextremisten in Potsdam gegen Rechtsextremismus und die Partei AfD richteten, „gegen den Faschismus hier im Land“;[64] wie auch bei Protesten gegen Rechtsextremismus in Österreich.[65] Die Thematik wurde von The Busters ft. Katharina Wackernagel in ihrer Version Wehrt Euch! aufgegriffen.[66]

Die Zeilen „Wehrt Euch, leistet Widerstand“ mit der einhergehenden Melodie hielten zudem in das Rechtsrock-Umfeld Einzug. So beschwor die National-Socialist-Black-Metal-Band Nordglanz 2005 „Widerstand“ unter anderem gegen „Volksverräter“, „Besatzer“, „Abschaum“ und „Verdummung hier im Land“.
Das auf 2020 datierte XR Liederbuch – Singen fürs Überleben der Organisation Extinction Rebellion schlug weitere Abwandlungen unter dem Titel „Solidarity/Widerstand“ vor, zwei davon in englischer Sprache. Die deutsche Version vermeidet den sonst üblichen stereotypen Reim „Widerstand/im Land“: „Steht auf, reicht uns jetzt die Hand, leistet mit uns friedlich Widerstand“.

### Rezeption
Der Liedermacher Walter Mossmann, der selbst bereits zu den Bauplatzbesetzungen am geplanten Kernkraftwerk Wyhl politische Lieder geschrieben hatte, hörte den Kanon im November 1976 bei einer Demonstration in Brokdorf und fühlte sich an dorische Choräle erinnert, wie sie auch ihn selbst bei seinen Kompositionen inspiriert hatten. Die Melodie erschien ihm „trutzig, von weit her, mythisch, schicksalsschwer“. Doch es mangle dem Lied an einem Gegengewicht in Text und Rhythmus. Der Text umfasse „nicht mehr als drei Sätze, drei Parolen“, er erzähle keine lebendige Geschichte, und dem Rhythmus fehle die „Leichtfüßigkeit“, wie sie etwa amerikanische Spirituals in den Kirchengesang brächten: „Immer geht es schwer und ohne Auftakt vom Grundton abwärts …“ So assoziierte er mit dem Gesang eine „heroische Defensive“, vergleichbar dem Endkampf der Goten an den Hängen des Vesuv in Felix Dahns Ein Kampf um Rom, „sehr fremd und sehr deutsch“. Der Musikwissenschaftler Ulrich Morgenstern kommentierte 2009, Mossmann habe sich offensichtlich an das Lebensgefühl und Musikverständnis der bündischen Jugend erinnert gefühlt, von der er sich schon seit Jahren distanziert hatte.
Im selben Band wie Mossmann, dem 1978 erschienenen Buch Alte und neue politische Lieder, übte der Musikwissenschaftler Peter Schleuning heftige Ideologiekritik an dem Lied. Ihm hafte von seiner Vorlage, dem Kanon Hejo, spann den Wagen an, „diese ganze ländliche Lügensphäre“ an, „Scholle, Boden und Bauernstärke!“ Diese Assoziation werde noch gefestigt durch den Kontext, in dem gesungen werde, denn es klinge auch immer der Gedanke mit: „Wir stehen an der Seite der Landbevölkerung.“ Das Lied ziehe „seine ganze Existenzberechtigung aus dem unausgesprochenen Einvernehmen mit unbewußten Erinnerungen und Assoziationen“. So führe man den Kampf gegen Atomkraftwerke auch musikalisch nicht mit Argumenten, für die schon der Text fehle, sondern „mit dem dumpfen Bodensatz der Ahnungen und Dämmerungen“. Dazu passe auch die Form des Kanons, die den Text irrelevant mache: Im Kanon reiche es schon aus, wenn er eine „einheitliche Stimmung“ verbreite und ein „Versinken in dem Zusammenklang, in den ständigen, hypnotisierenden Klangkreisen“ ermögliche. Schleuning schloss eine Kritik an einer Plattenaufnahme der „Initiative fortschrittlicher Kulturschaffender“ im Verlag Arbeiterkampf (1977) an, die neben anderen Brokdorf-Liedern auch Wehrt euch enthielt. Hier sei das text- und melodiearme Lied mit Besetzungs- und Aufnahmetricks auf die passende Länge gebracht worden: Windesrauschen, Begleitung sukzessiv mit Gitarren, Orgel und Schlagzeug, Ein- und Ausblenden der Kanonstimmen. „Jede neue Stimme taucht geheimnisvoll auf, und am Schluß verschwinden alle wieder in der Ferne. Ein Geisterzug!“
Mossmann und Schleuning erwähnten, ebenso wie die meisten späteren Kritiker, den elisabethanischen englischen Kanon nicht und beschränkten sich auf den deutschen Text und die Gesänge im Zuge der Demonstrationen.
Der Musikwissenschaftler Wolfgang Martin Stroh merkte 1991 an, dass der dem Lied Wehrt Euch, leistet Widerstand zugrunde liegende Kanon Hejo! Spannt den Wagen an! zwar in vielen Lieder- und Musikbüchern zu finden sei. „Das Lied ist aber nicht unumstritten: es läßt bei älteren BürgerInnen [sic!] aufgrund seines Entstehungs- und Verwendungszusammenhangs Assoziationen an HJ, Nazis und Arbeitslager aufkommen; darüber hinaus ist die Thematik ‚Spann den Wagen an, Seht, der Wind treibt Regen übers Land, holt die goldenen Garben‘ nicht bloß ein uraltes Problem der Landwirtschaft, sondern auch nordisch-trutziges Symbol für die Vorkehrungen vor herannahendem Kriegssturm.“
Der Publizist Günther Jacob erklärte 2001: „Ob man nun den Pop-Mythos von Revolte ausnutzen wollte oder für den Brokdorf-Kanon Wehrt euch, leistet Widerstand, gegen das Atomkraftwerk im Land auf das das Landleben verklärende Hejo, spann den Wagen an zurückgriff – die Musik gilt jedes mal nur als Verpackung. Biedersinn und Warenlogik dringen auf diese Weise immer wieder in die musikalische Struktur von Protestsongs und linkskabarettistischer Kleinkunst ein. Wie in den Werbesendungen dient die Musik in diesen Fällen als stereotyper Auslöser regressiver Stimmungen, etwa von Sentimentalität, die dann ‚Solidarität‘ genannt wird.“
Der deutsche Musikwissenschaftler Ulrich Morgenstern schrieb 2009: „Wehrt Euch ist kein Marschlied, auch kein Kampflied, kann aber durch das Andante moderato leicht im Gehen gesungen werden. Der Musikwissenschaftler Wolfgang Martin Stroh verweist auf seine ‚Endlos-Funktion‘. Die physisch-artikulatorische Anstrengung hält sich durch das Tempo, die eher langen Notenwerte und die überwiegend tiefere Tonlage in Grenzen. Die Form des Kanons erzeugt mit einfachsten musikalischen Mitteln eine kontrastreiche Wahrnehmung der Stimmgruppen und eine mächtige harmonische Bewegung durch den ständigen Wechsel von Tonika und Molldominante (‚archaische Kadenz‘). Die Wirkung dieses nicht zufällig in Norddeutschland entstandenen Liedes, gesungen von Hunderten junger Leute auf dem sturmumwehten Deich vor dem Hintergrund der weiten Elbmarsch, muss enorm gewesen sein. Der Zusammenhalt der Gruppe, an den die letzte Zeile appelliert, konnte durchaus wörtlich genommen werden, man sang das Lied gerne eingehakt, und es darf davon ausgegangen werden, dass vielfach eine weitere ritualisierte musikalische Primärfunktion, nämlich die Überwindung der Geschlechterbarrieren, mit ihm verbunden war. Entsprechend harsch fällt die Kritik dieses textarmen, aber atmosphärisch starken Liedes von seiten pragmatisch denkender Protagonisten des linken politischen Liedes aus“, wie eben von Mossmann und Schleuning.
Morgenstern fügte hinzu, ein solches Lied sei verständlicherweise „vom Standpunkt des Agitationsliedes aus suspekt. Nicht zufällig spricht Schleuning dem ritualisierten Gesang die Qualität als Lied ab, so wie auch in der Ethnomusikologie auf rituelle Vokalformen häufig der Liedbegriff nicht anwendbar ist. Fast schon entmutigt klingt das fünf Jahre später folgende Eingeständnis Strohs und Schleunings über die anhaltende Beliebtheit des trotz heftiger Ideologiekritik nicht verschwundene[n] Kanons.“
Die Anti-AfD-Proteste in Berlin am 21. Januar 2024 kommentierte Carola Tunk von der Berliner Zeitung: „…beeindruckender war aber der Moment, als Tausende ihre Smartphone-Taschenlampen einschalteten und in die Höhe hielten. Gänsehaut. Die Menschen sangen: ‚Haltet fest zusammen, wehrt euch, leistet Widerstand‘. Das war ein Gefühl von Gemeinschaft. Von #Wirsindmehr. Es fühlt sich gut an, doch hat es eher Kuschel- als Aufstandscharakter. Das Lied wird nach der Melodie von ‚Hejo, spann den Wagen an‘ gesungen. Die Anti-Atom-Bewegung sang es in den Siebzigern in ähnlicher Form. Der Unterschied war, dass man bei Gorleben gegen die Regierung protestierte. In der Hauptstadt […] versammeln sich hingegen Menschen, die von der Bundesregierung aufgefordert wurden, gegen rechts beziehungsweise gegen die AfD, also die politischen Gegner der Regierung, zu demonstrieren, die ja gar nicht an der Macht sind.“

### In anderen Sprachen
Die Übersetzungen sind nur hilfsweise angefertigt.
- Englisch: Hey Ho, Nobody Home (Hey ho, keiner zu Hause)[79]

Hey ho, nobody home

Meat nor drink nor money have I none.

Fill the pot Eady.
Hey ho, keiner zu Hause.

Hab kein Fleisch, nichts zu trinken, kein Geld.

Mach den Topf voll, Eadie.
In späteren Versionen wurde der letzte Vers geändert:
Heigh ho, nobody (oder anybody) home

Meat nor drink nor money have I none.

Yet will I be merry,

yet will I be merry.
Hey ho, keiner zu Hause.

Hab kein Fleisch, nichts zu trinken, kein Geld.

Dennoch werde ich fröhlich sein,

dennoch werde ich fröhlich sein.
Versionen des Liedes Heigh Ho, Nobody Home gehörten zum Repertoire u. a. folgender Interpreten:
- The Wagoners, 1955
- Peter, Paul and Mary – A’ Soalin’, 1963; ein Medley, das mit Hey ho, nobody home als Intro dem traditionellen Soul-cake-Lied vorangestellt ist, welches zum Schluss mit God Rest You Merry, Gentlemen kombiniert wird.
- Pentangle – Hunting Song, 1969; enthält ein Zwischenspiel, das der Melodie von Hey ho, nobody home folgt
- Greg Joy & Mark Bracken, 1991
- Atwater & Donnelly, 1997
- Drunken Prayer, 2013
- David Baerwald, 2017; Soundtrack zu S01E08 der Fernsehserie Mr. Mercedes

Variante Nose, Nose, Nose, Nose
Nose, Nose, Nose, Nose,

Shall I never see thee Red

Ah marry that thou shall

If that you’ll stay.
Diese Variante ist zuerst um 1762 in der zitierten Sammlung des Londoner Catch Club dokumentiert; zudem gibt es eine handschriftliche Kopie im 1779/1780 entstandenen Hooke Journal, dem Journal des britischen Armeeoffiziers George Philip Hooke aus dem Amerikanischen Unabhängigkeitskrieg. Jennifer Lynne Michael nannte dieses Lied als ein Beispiel dafür, wie die „weitverbreitete Praxis“ der Entschärfung anstößiger Texte vor sich gegangen sei, oft mit dem Resultat, dass die entschärfte Fassung zur neuen Standardform wurde. Sie zitierte zunächst eine Fassung von 1946, in der der Kanon durch Ersetzung von „Nose“ durch „Rose“ zum harmlosen Lied über eine blühende Rose wurde, dann eine Fassung von 1965, in der durch Ersetzung von „red“ durch „wed“ (verheiratet) eine Frau angesprochen wurde, die den Blumennamen trägt, und schließlich eine Fassung von 1975, in der „wohl durch ein Missverständnis des Worts ‚marry‘“ die heute übliche Form entstanden sei:
Rose, Rose, Rose, Rose
Rose, Rose, Rose, Rose

Will I ever see thee wed.

I will marry at thy will, sire,

At thy will.
Rose, Rose, Rose, Rose

Werde ich Euch jemals heiraten sehen.

Ich heirate nach Eurem Willen, Sire,

Nach Eurem Willen.
Weitere Varianten, teilweise mit etwas abweichenden Melodien, die aber mit Hey Ho, Nobody Home oder Rose, Rose zusammen im Kanon gesungen werden können und auch so gesungen wurden:
Ding dong, ding dong,

Wedding bells on an April morn,

Carve my name on a moss covered stone,

On a moss covered stone.
Ding dong, ding dong,

Hochzeitsglocken an einem Aprilmorgen,

Ritze meinen Namen auf einen moosbewachsenen Stein,

Auf einen moosbedeckten Stein.
Ah poor bird,

Take thy flight,

Fly above the sorrows,

Of this sad night.
Ach, armer Vogel,

Nimm deinen Flug,

Fliege über die Sorgen

dieser traurigen Nacht.
Als Nguyễn Thị Bình 1969 bei den Pariser Verhandlungen zum Vietnamkrieg die Vietkong-Seite als Außenministerin repräsentierte, zeigten sich US-amerikanische Feministinnen begeistert. Bei Veranstaltungen zum Internationalen Frauentag wurde ein Mme.-Binh-Kanon auf die Melodie Hey ho, nobody’s home gesungen:
Live like her, Mme. Binh.

Dare to struggle, dare to win.

Dien Bien Phu will come again.

Live like her, Mme. Binh.
Lebe (lebt) wie sie, die Madame Binh.

Wage (wagt) zu kämpfen, wage (wagt) zu gewinnen.

Dien Bien Phu wird sich wiederholen.

Lebe (lebt) wie sie, die Madame Binh.
- Französisch: Vent frais, vent du matin (Frischer Wind, Morgenwind)

In Frankreich bekanntere Version:
Vent frais, vent du matin,

Vent qui souffle au sommet des grands pins.

Joie du vent qui souffle (oder/ou passe),

allons dans le grand.
Frischer Wind, Morgenwind,

Wind, der in den Wipfeln der großen Kiefern bläst,

Freude des wehenden (vorbeiziehenden) Windes,

gehen wir (mit ihm) ins Große.
In der Westschweiz bekanntere Version:
Vent frais, vent du matin,

Soulevant le sommet des grands pins.

Joie du vent qui chante,

allons dans le grand.
Frischer Wind, Morgenwind,

Die Wipfel der Kiefern erhebend,

Freude des singenden Windes,

gehen wir (mit ihm) ins Grosse.
Versionen des Liedes Vent frais, vent du matin gehörten zum Repertoire u. a. folgender Interpreten:
- Veronique Chalot, 1979
- Vincent Malone, 2005
- Laurent Voulzy, 2019
- Cécile Corbel, 2021

- Hebräisch: מה טובו (Ma Towu)[100]

מַה טֹּבוּ אֹהָלֶיךָ יַעֲקֹב

מִשְׁכְּנֹתֶיךָ יִשְׂרָאֵל
Wie schön sind deine Zelte, Jakob,

Deine Wohnstätten, Israel!
- Italienisch: Vento sottile, vento del mattino (Sanfter Wind, Morgenwind)[101]

Vento sottile, vento del mattino,

Vento che scuoti la cima del mio pino.

Vento che danzi che balli,

La gioia tu mi porti vento sottile.

Oh, oh, oh, oh!

Oh, oh, oh, oh!

La, la, la, la, la, la, la,

la, la, la, la, la, la, la, la, vento sottile.
Sanfter Wind, Morgenwind,

Wind, der die Spitze meines Tannenbaums schüttelt.

Wind, der tänzelt, der tanzt,

Die Freude, die du uns bringst, sanfter Wind!

Oh, oh, oh, oh!

Oh, oh, oh, oh!

La, la, la, la, la, la, la,

la, la, la, la, la, la, la, la, sanfter Wind.
Versionen des Liedes Vento sottile, vento del mattino gehörten zum Repertoire u. a. folgender Interpreten:
- Collettivo Mazzulata, 2013
- Golconda, 2014
- Coro I Piccoli Cantori di Milano, 2014

- Niederländisch: Hola, niemant in huis (Hola, keiner zu Hause)[11]

Hola, niemant in huis,

t’eeten of te drincken,

penning nochte kruys,

schenck eens Joris,

drinck eens Floris.
Hola, niemand zuhaus,

Essen oder Trinken,

Pfennig: alles aus;

schenk ein, Joris,

trink einen, Floris.